# Riola Sardo
Riola Sardo (sardinsky: Arriòra) je italská obec (comune) v provincii Oristano v regionu Sardinie. Nachází se ve výšce 9 metrů nad mořem a má přibližně 2 000 obyvatel. Rozloha obce je 48,11 km².